# Fender HM Strat
Model Fender HM Strat je električna gitara koju je Fender proizvodio od 1982. do 1992. godine (neki izvori napominju da se model proizveo još 1986. godine). Dizajn HM modela gitare bio je radikalan zaokret Fendera od ustaljenog klasičnog stila dizajna, i bio je odgovor na Superstrat linije modela gitara koje su u svojim proizvodnim linijama već proizvodili poznati proizvođači poput: Ibaneza i Jackson Guitarsa. Ovaj model gitare više se ne proizvodi.

## Povijest
Fender HM (Heavy metal) izvorno je proizvedena u Japanu, a tek 1990. godine i u SAD-u. Postoje naznake da su se komponente dijelova gitare uvozile iz Japana već 1987. godine.

Prvi model dizajniran je s izrazitom "strat" logom na glavi vrata. Imao je utisnuta 24. praga u nešto širu hvataljku vrata gitare. Vrat gitare pričvršćen je za tijelo pomoću četiri vijka, stim da je jedan vijak tu kao "simulator" da bi omogućio lakši pristup sviranja tonova na višem registru vrata gitare. Tijelo gitare je izrađeno od nešto laganije lipe, ili povremeno od johe za modele namijenjene USA-a tržištu.

Fender HM model imao je ugrađen licenciran Kahler-ov tremolo sistem (zaključavanje na dvije točke), mašinice Gotoh, mješovitu konfiguraciju DiMarzio dvostrukog i jednostrukih elektromagneta, a ponekad samo od jednostrukih ili dvostrukih elektromagneta. Priključak za kabel gitare instaliran je na boku tijela gitare.

Do sredine '80ih Fender Musical Instruments još uvijek je bio u vlasti CBS investitora, ali postrojenja (iz objekata) za proizvodnju nisu ušla u prodaju, nego su bila izmještena na drugu lokaciju. Tijekom tog razdoblja proizvodnja u SAD-u bila je svedena na minimum, tako da je od '85 pa do prestanka proizvodnje HM modela Fender uvozio Contemporary Stratocaster i Telecaster modele iz Fender Japana, i prodavao ih na svom tržištu pod nazivom "vintage" specijalna serija. Stoga nije neobično naići na model HM proizveden s ugrađenom elektronikom i drugim komponentama tijela u Japanu, a npr., vrat gitare je kompletiran na tijelo gitare u SAD-u.

Američka serija HM modela stratocaster proizvedena je par gaodina nakon Contemporary Stratocaster Japan serije, i uključilo je Strat modele 10-3200 s HSS konfiguracijom mogneta (H dvostruki, S jednostruki, S jednostruki), 10-2100 (HSS konfiguracija elektromagneta), 10-2102 (HSS konfiguracija elektromagneta), 10-2200 (1 i 1 H), 10-2300 (HH konfiguracija) i 10-240 modeli s "H" konfigutracijom elektromagneta.

Svi USA HM modeli proizvedeni su s 639 mm dužinom skale, i radijusom vrata od 431,8 mm. Daleko suvremeniji japanski modeli Contemporary Stratocaster od 1988. godine potisnuli su američke HM s tržišta, što je uvjetovalo i prvu američku adaptaciju modela Fender Superstrat po oglednom uzoru na japanski HM Strat koji je predstavljen kao "U.S. Contemporary Stratocaster". Nešto kasnije, 1990. godine Fender je proizveo napredniji model gitare USA HM Strat Ultra, koji je po mnogima bio nadogradnja pethodne verzije HM modela gitare. Novi model iznimno se razlikuje po tome što ima HSS konfiguraciju elektromagneta koju čine četiri "Lace Sensor" elektromagneta. Ovi modeli elektromagneta imaju manji šum/zujanje, ali pak veću osjetljivost u prihvatu zvuka žice. Fender logo na glavi vrata je urađen od sedefa, a Strat otisak je sada "digitaliziran", i nešto je manji, (diskretniji).

Hvataljka vrata urađena je od ebanovine, s trokutastim oznakama tonova orijentacije na vratu gitare.

Godine 1985. grupa investitora i glazbeno osviještenih ljudi pod vodstvom William Schultza kupuju od CBS (Columbia Broadcasting System) Fender tvrtku. Nedugo nakon toga proizvedeno je nekoliko zapaženijih modela, među njima i Fender HM Strat modeli što je potvrđeno od mnogih gitarista, među njima i američki gitarista i skladatelj Greg Howe. Noviji modeli dizajnirani su umjesto s 21 ili 22 praga na hvataljci sada s 24., a umjesto već tipičnog jasena, ili johe za tijelo, sada je povremeno korištena lipa. Promijenjen je i sveukupni izgled što nisu pozdravili najkonzervativniji fenderovi fanovi. Fender više ne proizvodi HM Strat model, i iako Kahler tremolo pruža podršku svojih proizvoda ostale rezervne komponente su sve teže dostupne (npr., potovi), tako da je danas rijetko vidjeti da netko koristi HM Strat model gitare.

## Informacije o Kahler Spyder rezervnim dijelovima
Većina rezervnih dijelova za Kahler Spyder mogu se naći na službenim stranicama uz obavijest da se nova sedla često nisu dostupna, ali su na ovoj stranici dostupna zamjenska u crnoj ili krom boji. Odnosno, odvojeno na poveznici, s time da ovdje dostupna sedla ovisno o stanju zaliha mogu/ali ne moraju imati pridodan Kahlerov naputak o zaključavanju tremola. Stoga su kupci zamoljeni da se informiraju o raspoloživim dijelovima na stranici KahlerParts.com. 

## Tehničke značajke
Modeli Fender (i drugi modeli) gitara s većim radijusom hvataljke vrata, unatoč podesivosti svakog pojedinog sedla po visini nisu pogodne za ugradnju Kahler Spyder tremolo sistema. Hvataljka japanske inačice gitare je 305 mm, a američke 432 mm. Spomenuti problemi otklonit će se uporabom "Plek kompaktnog stroja", namijenjenog za stručno obrađivanje pragova (uključujući i spoj) na hvataljci vrata.

## Vanjske poveznice
- "Fender HM Strat - službena stranica"  Arhivirana inačica izvorne stranice od 26. travnja 2012. (Wayback Machine)
- "Informacije o HM Strat gitarama (o HM modelima gitara, popisu serijskih brojeva i slično)
- "Fender Stratocaster - Japan  Arhivirana inačica izvorne stranice od 8. svibnja 2012. (Wayback Machine)